# هانس-یورگن اشتومپف
هانس یورگن اشتومپف (به آلمانی: Hans-Jürgen Stumpff) (۱۶ ژوئن ۱۸۸۹ – ۳ مارس ۱۹۶۸) نظامی بلندپایه آلمانی در دوره رایش سوم بود.

## حرفه نظامی
سال ۱۹۰۷ به نیروی زمینی امپراتوری آلمان پیوست و در جنگ جهانی اول در ستاد کل خدمت کرد. در دوران جمهوری وایمار به عنوان افسر ستاد در وزارت جنگ خدمت نمود. روز ۱ سپتامبر ۱۹۳۳ با درجه سرهنگی رئیس ستاد نیروی لوفت‌وافه شد. روز ۱ ژوئن سال ۱۹۳۷ به عنوان رئیس ستاد لوفت‌وافه منصوب گشت. سال ۱۹۳۸ به درجه سرتیپی ارتقا یافت.
در طول جنگ جهانی دوم فرمانده ناوگان‌های هوایی مختلفی بود. روز ۱۹ ژوئیه ۱۹۴۰ به درجه ارتشبدی رسید و نشان صلیب شوالیه صلیب آهنین را دریافت نمود. تا پایان سال ۱۹۴۳ فرمانده ناوگان پنجم لوفت‌وافه بود و با این یگان در نبرد بریتانیا شرکت کرد. ماه ژانویه سال ۱۹۴۴ فرماندهی نیروهای لوفت‌وافه در نبرد دفاع از آلمان در برابر حملات متفقین را بر عهده داشت.